# Фридрих, Иоганнес
Иоганнес Фридрих (нем. Johannes Friedrich; 27 августа 1893[…], Шёнефельд, Королевство Саксония — 12 августа 1972[…], Берлин) — немецкий филолог, специалист по древним языкам Малой Азии и Ближнего Востока (аккадскому, хеттскому, хурритскому и др.).

## Биография
Учился в Лейпцигском университете, вместе с Францем Штудничкой, Иоганнесом Кромайером, Максом Хайнце, Эмилем Юнгманном и Эдуардом Сиверсом изучал индоевропейские исследования, классическую филологию и семитские исследования и получил докторскую степень по филологии в 1916 году. С 1917 по 1924 год работал школьным учителем. В 1924 году получил степень доктора философии в Лейпцигском университете. В 1925 году он был назначен преподавателем «древних малых языков», а в 1928 году стал ассистентом. С 25 марта 1929 года занимал должность внештатного экстраординарного профессора Лейпцигского университета.
В ноябре 1933 года подписал декларацию немецких профессоров в поддержку Адольфа Гитлера.
С 30 апреля 1936 года — профессор восточной филологии. В 1940 году избран членом Саксонской академии наук.
Избранный на свободных выборах 30 июля 1948 года, Фридрих был ректором Лейпцигского университета с 31 октября 1948 года по 31 октября 1949 года.
30 сентября 1950 года он покинул Лейпцигский университет и перешёл в Свободный университет Берлина, где получил недавно созданную кафедру древней ближневосточной филологии. 30 сентября 1961 года он стал почётным профессором.
Урна с прахом Иоганна Фридриха установлена в колумбарии кладбища Вильмерсдорф.

## Научные интересы
Опубликовал «Элементарный учебник хеттского языка» (Hethitisches Elementarbuch, 1940) и «Краткий хеттский словарь» (Kurzgefasstes Hethitisches Wörterbuch, 1966).
Кроме того, занимался исследованием истории письма. Автор фундаментальных трудов, посвящённых развитию письма и дешифровке древних письменностей. Внёс значительный вклад в дешифровку урартского языка.